# دانيال بي. غوردون
دانيال بي. غوردون هو سياسي أمريكي، ولد في 12 مايو 1969 في بريستول في الولايات المتحدة، وتوفي في 25 مارس 2017. نشط حزبياً في الحزب الجمهوري. وقد انتخب عضو مجلس نواب رود آيلاند ‏.